# Ponti del Parco di Monza
All'interno del Parco di Monza il fiume Lambro è solcato da quattro ponti lungo il suo corso (il Ponte delle Catene, il Ponte della Cavriga, il Ponte dei Bertoli e il Ponte Neoclassico). Risultano essere stati tutti edificati (o comunque rifatti) nel corso del XIX secolo. All'interno del Parco sono infine presenti diversi altri ponti - in pietra, muratura o cemento - al di sopra delle varie rogge, risalenti anch'essi al XIX secolo. Concludono il quadro alcuni ponticelli più recenti, in legno, posti a guado sempre delle rogge o dei laghetti.
| Immagine | Dettagli |
| -------- | --- |
|          | Ponte delle Catene Architetto: Luigi Canonica Realizzato nel 1820 Ubicazione: viale Valle dei Sospiri Il ponte è composto da due archi ribassati, con spalle in murature su due piani inclinati, convergenti nel mezzo. La pila intermedia consta di quattro colonne a fascio; i parapetti sono in granito, raccordati da catene in ferro (da cui il nome del ponte). |
|          | Ponte della Cavriga (o Ponte Cavriga) Architetto: Giacomo Tazzini Realizzato nel 1833 Ubicazione: viale Cavriga |
|          | Ponte dei Bertoli Architetto: Giacomo Tazzini Realizzato nel 1838 Ubicazione: viale Mulini San Giorgio |
|          | Ponte Neoclassico (o Ponte in Pietra) Architetto: Luigi Canonica (progetto di rifacimento) Preesistente dal XVI secolo; progetto di rifacimento del 1805 Ubicazione: presso i Mulini San Giorgio Il ponte, ad arco, si struttura su quattro campate, rivestito in ceppo. Trovandosi in prossimità del confine del Parco, in origine era dotato di cancellate in ferro, per impedire la fuga della selvaggina. Dopo un cinquantennio di abbandono, è stato totalmente restaurato a partire dal 2007. |